# Орден святої великомучениці Єкатерини
Орден святої великомучениці Єкатерини — орден Української православної церкви.

## Кавалери